# Cyclodinus guineaensis
Cyclodinus guineaensis es una especie de coleóptero de la familia Anthicidae.

## Distribución geográfica
Habita en  Ghana.